# Sarruma

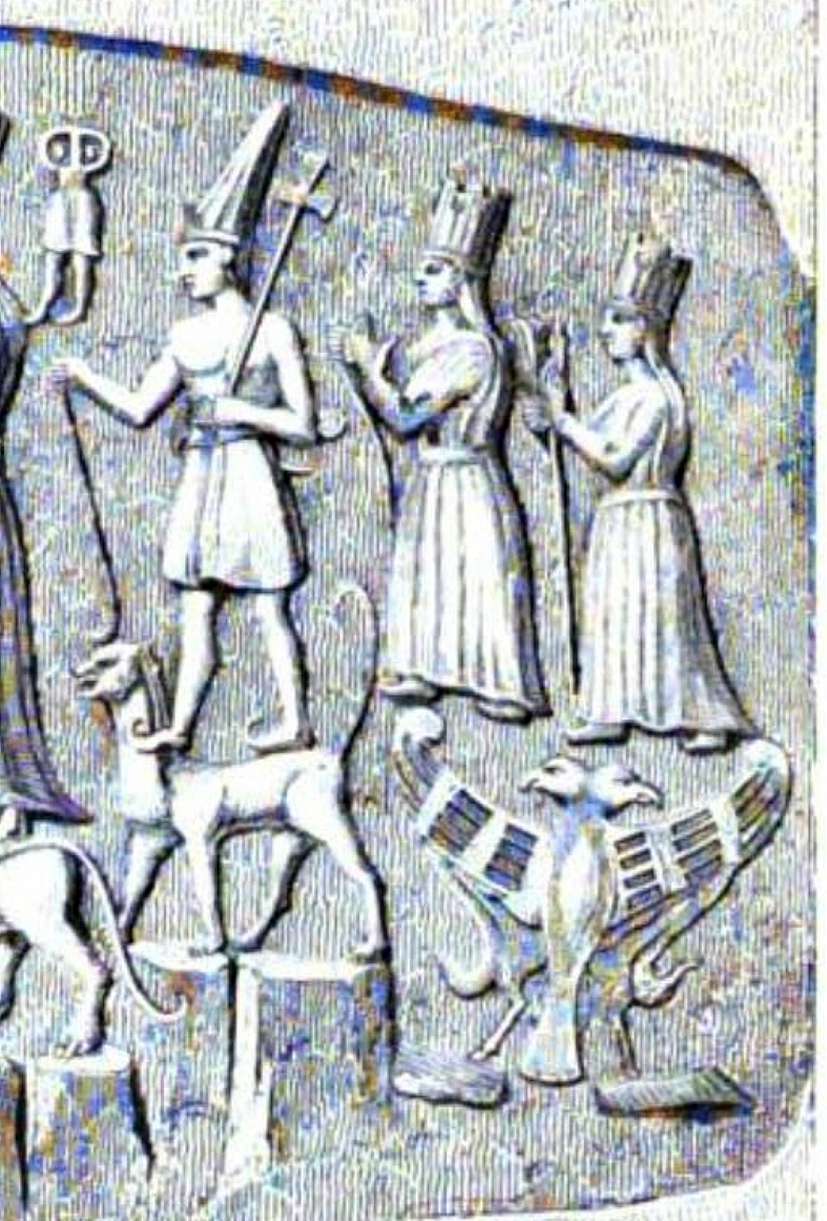
Sarruma de pie sobre el lomo de un felino. Representación en el santuario rupestre de Yazilikaya.

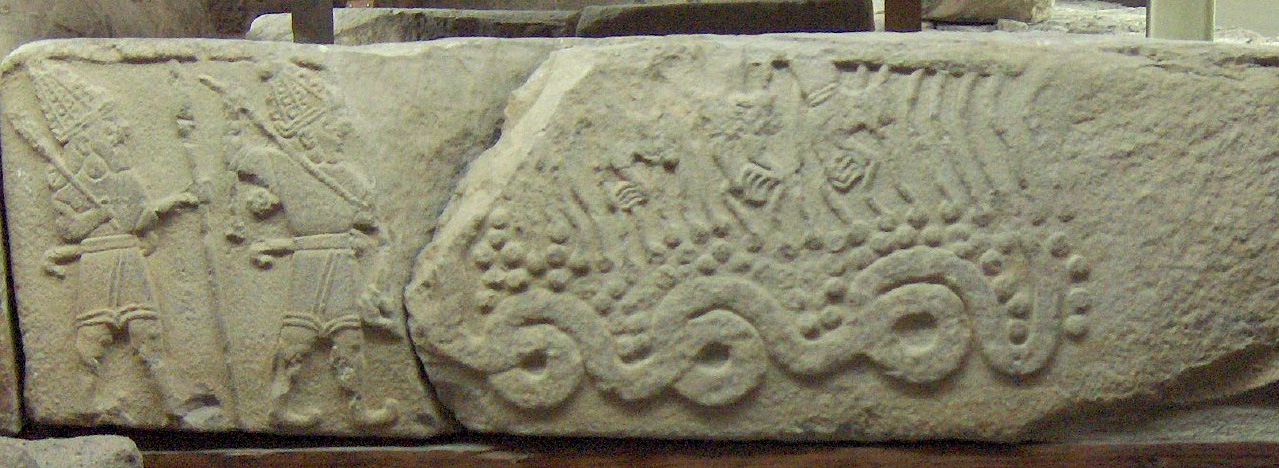
El dios del cielo Teshub mata al dragón Illuyanka. Detrás de él está su hijo Šarruma. El cuerpo retorcido de la serpiente está representado con líneas onduladas con figuras humanas deslizándose por su largo. Museo de las Civilizaciones de Anatolia (Ankara, Turquía).

Sarruma, Šarruma o Sharruma era un dios hurrita de la montaña, de origen anatolio, que también fue adoptado y adorado por los hititas y los luvitas.

## Nombre
Se desconoce la fuente original y el significado del nombre. En los textos hititas y hurritas, su nombre estaba relacionado con el acadio šarri ('rey') y podía escribirse con el sumerograma para rey, LUGAL-ma. En jeroglífico luvita, su nombre se escribió con un par de piernas caminando, lo que se transcribe como SARMA.

## Características
Šarruma es hijo del dios del tiempo Teshub y de la diosa Hebat (Ḫepat), y hermano de la diosa Inara. A menudo se le representa montando un tigre o una pantera y empuñando un hacha (cf. labrys). Está representado detrás de su padre en el relieve del dragón Illuyanka encontrado en Malatya (que data de 1050-850 a. C.), actualmente expuesto en el Museo de las Civilizaciones de Anatolia en Ankara. Su esposa es la hija de Illuyanka.

## Desarrollo
Sarruma era originalmente un dios de la montaña con forma de toro de las fronteras de Anatolia. Las primeras investigaciones sugirieron que Sarruma era originalmente el compañero de la diosa Hebat y posteriormente habría sido reemplazado por Teshub y degradado a ser el hijo de la diosa. Investigaciones más recientes indican que Hebat siempre fue la compañera del dios atmosférico de Alepo y que las primeras representaciones de Hebat y Sarruma como representación en pareja se entendían como madre e hijo.

### Hititas
Hubo un príncipe que lleva su nombre: Ašmi-Šarruma, hijo del rey Arnuwanda I. Después de que el rey hitita Suppiluliuma I instalara a su hijo Telipinu como sacerdote de Alepo, se adoptó el culto de Sarruma y se hizo popular entre los hititas. 
El rey Tudhaliya IV lo eligió como su dios guardián personal, mientras que la esposa de su padre, Puduhepa, tuvo un sueño donde prometió construir doce santuarios para él en las montañas. El sello de Mursili III como príncipe heredero lo mostraba siendo abrazado por Sarruma.
En la procesión de los dioses hititas en el santuario rupestre de Yazılıkaya, probablemente asociado con la fiesta hitita del Año Nuevo, está detrás de su madre sobre un felino, representado en la cámara B como protector y dios patrono de Tudhaliya. "El anagrama de Sarruma es la mitad inferior de un cuerpo masculino con dos segmentos oblicuos por encima del cinturón". En el relieve de Hanyeri se le representa en forma de toro. Como el doble dios Šarrumanni, Šarruma fue invocado como intermediario y protector.

### Luvitas
En la Edad del Hierro, Sarruma siguió siendo adorado en Siria y el sur de Anatolia. El rey de Tabal, Wasusarma, atestiguado en la inscripción jeroglífica luvita del relieve de Topada, recibió su nombre y lo registra en segundo lugar en su lista de dioses, inmediatamente después del dios del tiempo Tarhunza.